# Louis Joubin
Pour les articles homonymes, voir Joubin.
Louis Marie Adolphe Olivier Édouard Joubin, né le 27 février 1861 à Épinal et mort le 24 avril 1935 à Paris, est un zoologiste français,.

## Biographie

### Enfance et études
Victor, le père de Daniel Œhlert, et Pierre Crié, le père de Pauline et Olivier Joubin, grand-père de Louis Joubin, formaient un trio d'amis, habitant Laval et se réunissant souvent.

### Les sciences

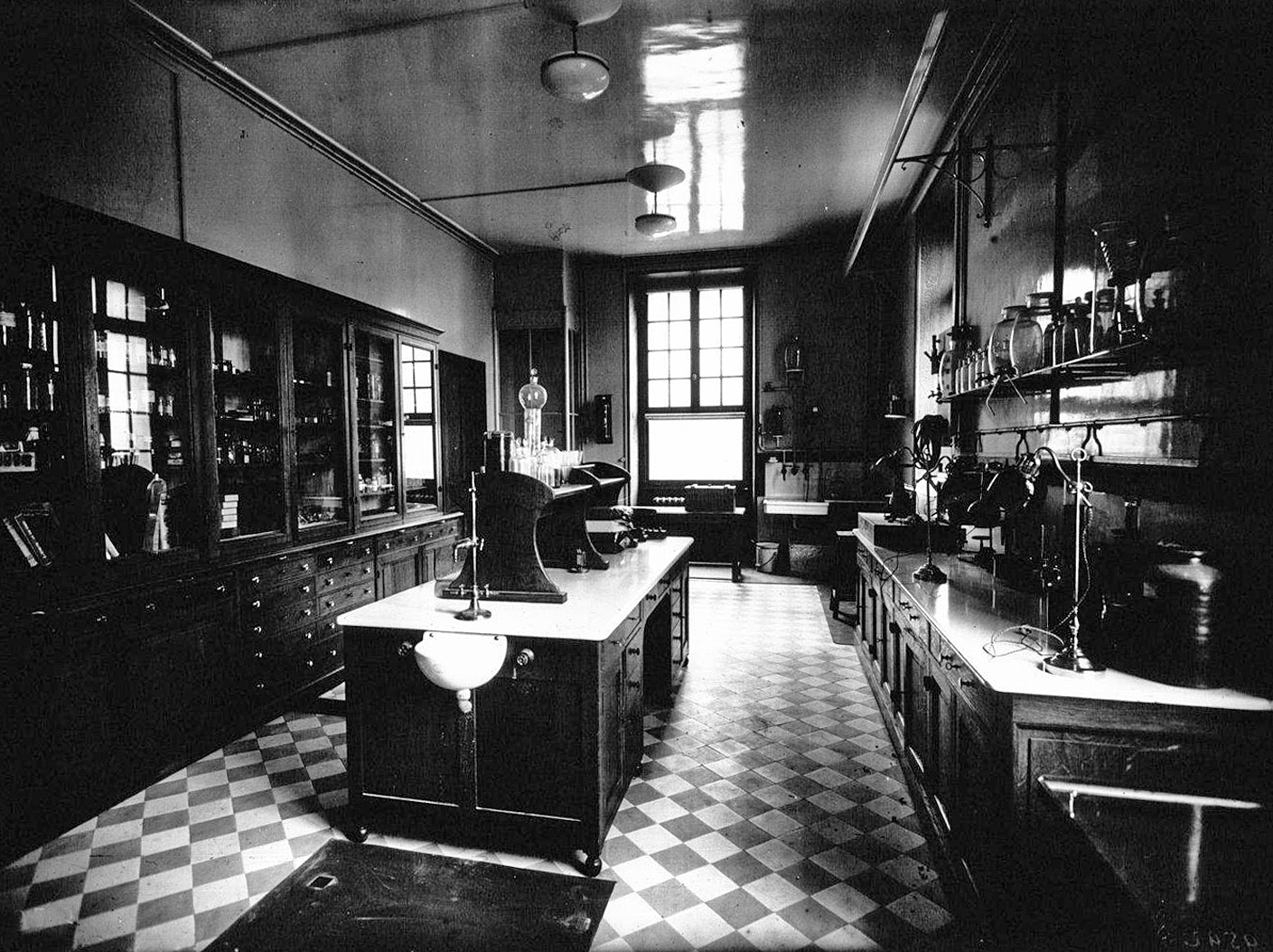
Le laboratoire Joubin à l'Institut océanographique

Assistant d’Henri de Lacaze-Duthiers (1821-1901), il dirige les laboratoires de Banyuls-sur-Mer en 1882 et de Roscoff en 1884.
Il devient docteur ès-sciences en 1885 et ès-médecine en 1888 avec une thèse intitulée Recherches sur la morphologie comparée des glandes salivaires. Il commence alors à enseigner à l’université de Rennes. 

En 1903, il remplace Edmond Perrier (1844-1921) à la chaire des mollusques, des vers et des zoophytes du Muséum national d'histoire naturelle. En 1906, le prince Albert Ier de Monaco (1848-1922) le charge de l’enseignement à l’Institut océanographique qu’il venait de créer. En 1917, la chaire du Muséum est divisée, il occupe celle consacrée aux seuls mollusques. Il entre à l’Académie des sciences en 1920. Tout en étant Directeur de l'Office scientifique et technique des pêches (plus souvent dit Office des Pêches et ultérieurement ISTPM) il préside une commission scientifique « chargée de l'étude internationale de toutes les questions qui concernent les coquillages, notamment les huîtres, leur nature et leurs maladies » à la demande du Conseil International pour l'Exploration de la Mer. Il dirige l’Institut océanographie en 1930. Il est président de la Société zoologique de France en 1905. 
Il prononce l’éloge du prince Albert Ier devant l’Académie des Sciences le 8 juillet 1922.
Il prend sa retraite en 1935.

## Liste partielle des publications
- Recherches sur l'anatomie des brachiopodes inarticulés. Suivi de Propositions données par la Faculté, Paris, Typ. A. Hennuyer, 1885 (lire en ligne)
- Les Némertiens (Société d'éditions scientifiques, Paris, 1894)
- Contribution à l'étude des Céphalopodes de l'Atlantique nord (Monaco, 1895)
- Fascicule XI sur les Némertiens du Traité de zoologie de Raphaël Blanchard (1857-1919) (Rueff, Paris, 1897)
- Histoire de la Faculté des Sciences de Rennes (1900)
- Études sur les gisements de mollusques comestibles des côtes de France (Institut océanographique, Monaco, 1908-1913)
- La Vie dans les océans (E. Flammarion, Bibliothèque de philosophie scientifique, Paris, 1912)
- Le Fond de la mer - La Vie dans les océans  (Hachette, Bibliothèque des merveilles, Paris, 1912, réédité en 1951, traduit en espagnol en 1924)
- Les Animaux (Hachette, Paris, 1926, réédité en 1952)
- Les métamorphoses des animaux marins (E. Flammarion, Bibliothèque de philosophie scientifique, Paris, 1926)
- Éléments de biologie marine (Gauthier-Villars et Cie, Paris, 1928)
- Comment se nourrissent les animaux des grandes profondeurs (Institut Océanographique, Monaco, 1933)